# Piper lanciferum
Piper lanciferum är en pepparväxtart som beskrevs av Standley & Steyerm.. Piper lanciferum ingår i släktet Piper och familjen pepparväxter. Inga underarter finns listade i Catalogue of Life.